# Virago

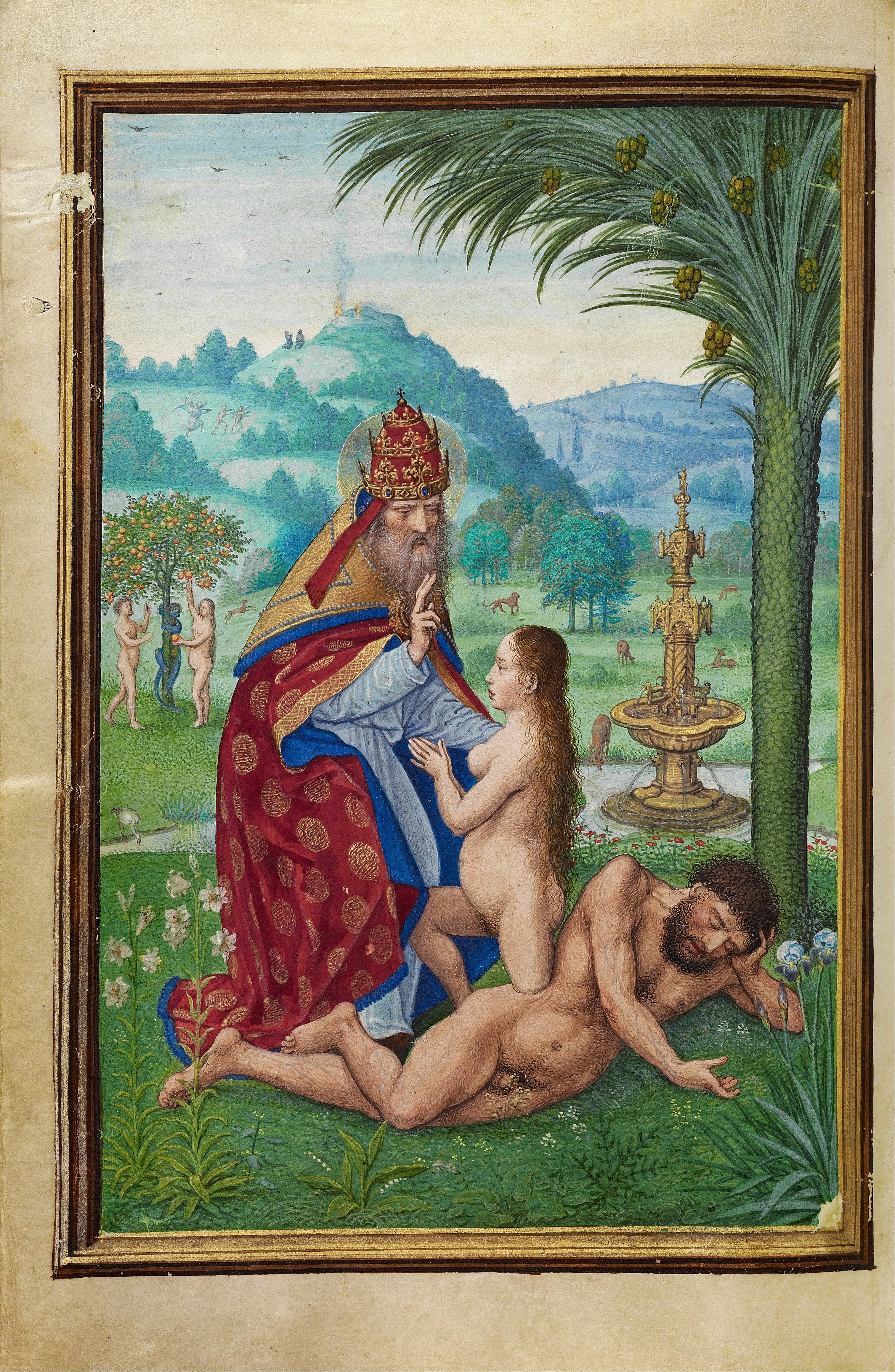
De schepping van de vrouw uit de rib van Adam - Simon Bening (ca. 1483 - 1561)

Virago is in sommige oude Bijbelvertalingen van de Hebreeuwse Bijbel de naam die Adam in eerste instantie gaf aan de eerste vrouw (Genesis 2:22-23). Na de zondeval werd ze Eva genoemd (Genesis 3:22).
Virago werd in betreffende vertalingen ongewijzigd uit het Latijn overgenomen. Een voorbeeld hiervan is de Rijmbijbel van Jacob van Maerlant (de vertaling van de Historia scholastica):
Hi sprac dit vleesch ende dit been/ Es van den minen een alleen/ Virago salmense nomen/ Dat luut vanden manne comen
In het Middelnederlands had virago de betekenis van "vrouwelijke strijder" of "heldin". In sommige oudere vertalingen werd virago daarom vertaald als "mannin" of "heldin". In het moderne Nederlands wordt de betekenis pejoratief en wordt het gebruikt als synoniem van manwijf.